# CUDOS
CUDOS este un acronim folosit pentru a desemna principiile care trebuie să ghideze cercetarea științifică.
Conform principiilor CUDOS, etosul științei trebuie să fie guvernat de Comunism, Universalism, Dezinteresare, Originalitate și Scepticism. 
CUDOS se bazează pe normele mertoniene introduse în 1942 de Robert K. Merton. Merton a descris „patru mulțimi de imperative instituționale [care cuprind] etosul științei moderne”: „universalism, comunism, dezinteresare și scepticism organizat.” Acești patru termeni pot fi aranjați pentru a forma CUDOS, dar „originalitatea” nu făcea parte din lista lui Merton.
În dezbaterea academică actuală cel mai des este folosită definiția modificată de mai jos (e.g. Ziman 2000).
- Comunalism (sau comunism) înseamnă că rezultatele științifice sunt proprietatea comună a întregii comunități științifice. (Trounce, 2013)[necesită citare]

- Universalism înseamnă că toți oamenii de știință pot contribui fără a face deosebiri de rasă, naționalitate, cultură sau sex. (JRD BOSS, 2013)[necesită citare]

- Dezinteresare înseamnă că oamenii de știință ar trebui să acționeze în beneficiul comun al cercetării științifice și nu în scop de câștig personal.[4]

- Originalitatea înseamnă că susținerile științifice trebuie să adauge ceva nou, fie o problemă nouă, fie o abordare nouă, fie date noi, fie o teorie nouă sau o explicație nouă.[5]

- Scepticism (scepticism organizat) înseamnă că susținerile științifice trebuiesc supuse examinării critice a oamenilor de știință înainte de a fi acceptate ca valide.

„Cercetătorul științific nu respectă granița dintre sacru și profan, dintre ceea ce necesită respect în mod necritic și ceea ce poate fi analizat obiectiv.”—R.K. Merton

## Contra-normele
Drept contrapondere la normele mertoniene, următoarele contra-norme sunt discutate
- Solitarism (păstrarea secretului) este adesea folosită pentru a obține drepturi la patente și pentru a asigura faptul de a fi primul care publică ceva original.

- Particularism este susținerea că deși în teorie nu sunt impuse limite celor care contribuie la cunoașterea științifică, în practică acest lucru este o reală problemă, având în special în vedere raportul dintre cercetătorii din țările bogate față de cei din țările sărace, dar acest lucru poate fi extins și la alte aspecte ale diversității. În plus, oamenii de știință judecă noile contribuții la știință prin prisma faptului că îl cunosc sau nu pe cercetător.

- Părtinirea apare datorită faptului că oamenii de știință au interese reale cu privire la recepția cercetărilor proprii. Cercetările bine-primite le pot oferi șanse bune de a face carieră, iar controversele sau discreditarea pot afecta recepția publicațiilor lor ulterioare.

- Dogmatismul deoarece carierele științifice sunt clădite pe anumite premize particulare sau teorii particulare acceptate drept adevărate, ceea ce creează un paradox cu privire la a oferi explicații științifice.